# هيو سنكلير
هيو سنكلير (بالإنجليزية: Hugh Sinclair)‏ هو ممثل بريطاني (وحمل سابقاً جنسية المملكة المتحدة لبريطانيا العظمى وأيرلندا)، ولد في 19 مايو 1903 بلندن في المملكة المتحدة، وتوفي في 29 ديسمبر 1962.

## وصلات خارجية
- هيو سنكلير على موقع IMDb (الإنجليزية)
- هيو سنكلير على موقع قاعدة بيانات برودواي على الإنترنت (الإنجليزية)
- هيو سنكلير على موقع قاعدة بيانات الفيلم (الإنجليزية)